# Echites umbellata
Echites umbellata är en oleanderväxtart som beskrevs av Nikolaus Joseph von Jacquin. Echites umbellata ingår i släktet Echites och familjen oleanderväxter. Inga underarter finns listade i Catalogue of Life.